# Club Cerro Porteño
El Club Cerro Porteño és un club esportiu de la ciutat d'Asunción, Paraguai, destacat per la seva secció professional de futbol.

## Història
El club es va fundar l'1 d'octubre de 1912. Va adoptar els colors vermell i blau, dels dos partits polítics tradicionals del país, el Colorado i el Liberal. Posteriorment s'adoptà el color blanc pels pantalons, per la qual cosa els tres colors de la bandera paraguaiana quedaren incorporats a l'uniforme. El primer nom fou Cerro Porteño Foot-Ball Club. El nom del club prové d'un munt proper a la ciutat.

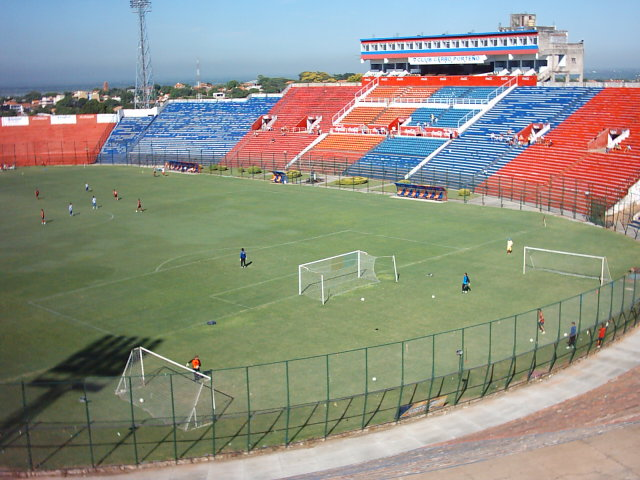
Estadi General Pablo Rojas

Les seves instal·lacions estan al Barrio Obrero. El seu estadi General Pablo Rojas és conegut com L'Olla Azulgrana. Fou construït a mitjans dels 70 i remodelat el 1991.
El seu màxim rival és el Club Olimpia, amb qui disputa el clàssic del futbol paraguaià.

## Palmarès
- Lliga paraguaiana de futbol:[1]
  - 1913, 1915, 1918, 1919, 1935, 1939, 1940, 1941, 1944, 1950, 1954, 1961, 1963, 1966, 1970, 1972, 1973, 1974, 1977, 1987, 1990, 1992, 1994, 1996, 2001, 2004, 2005, 2009 Apertura, 2012 Apertura, 2013 Clausura, 2015 Apertura, 2017 Clausura, 2020 Apertura, 2021 Clausura
- Torneig República:[2]
  - 1978, 1991, 1995
- Plaqueta Millington Drake:
  - 1949, 1950

## Jugadors destacats
- Cayetano Ré
- Saturnino Arrúa
- Pedro Rodríguez
- Roberto Cabañas
- Roberto Fernández
- Sergio Goycochea
- Geremi Njitap
- Faryd Aly Mondragón
- Francisco Arce
- Carlos Gamarra
- Diego Gavilán
- Julio dos Santos
- Edgar Barreto
- Santiago Salcedo
- Jorge Núñez

## Entrenadors destacats
- Ferenc Puskás
- Valdir Espinoza
- Sergio Markarián
- Paulo César Carpegiani
- Carlos Baez
- Gerardo Martino

## Presidents
- 1912/1914 Pedro David Villalba
- 1915/1917 Roque J. Medina
- 1918/1919: Diógenes R. Ortúzar
- 1920/1922: Adriano Irala
- 1923: Juan Manuel Alvarez
- 1924: Gerónimo Riart
- 1925/1933: Adriano Irala
- 1934: Luis Laterza
- 1935: Gerardo Buongermini
- 1936: Dionisio González Torres
- 1937/1938: Ramón Prieto
- 1939: Miguel Oliveira y Silva
- 1940: Julio Cálcena
- 1941: Miguel Oliveira y Silva
- 1942/1943: Nicolás Angulo
- 1944: Oscar Pinho Insfrán
- 1945: José Muñoz Chávez
- 1946: Oscar Pinho Insfrán
- 1947: Ramón E. Martino
- 1947: Abelardo Codas
- 1948: Wenceslao Benítez
- 1949: Alejandro Salinas
- 1950/1952: Luis Campecholi
- 1953: Antonio Castagnino
- 1954: Juan Manuel Torres
- 1955: Oscar Pinho Insfrán
- 1956/1958: Medardo Castagnino
- 1959/1972: Pablo Rojas
- 1973: Blás N. Riquelme
- 1973/1974: Gerónimo Angulo Gastón
- 1975/1982: Abraham Zapag
- 1983/1984: Juan H. Pettengil
- 1985/1988: Magno Ferreira Falcón
- 1989/1990: Tomás Giménez Villalba
- 1990: Juan Angel Napuot
- 1991/1992: Magno Ferreira Falcón
- 1993/1994: Raúl Doutreleau
- 1995/1996: Pedro Aguilera
- 1996/2000: Luis Lezcano
- 2000/2003: César Luís Gabino Puente
- 2003: Luís Alberto Pettengil